# Коммунар (Починковский район)
 Коммунар  — поселок в Починковском районе Нижегородской области. 

## География
Находится в южной части Нижегородской области на расстоянии приблизительно 30 километров по прямой на запад-юго-запад от села Починки, административного центра района.  

## История
Основан в 1928 году в связи со строительством завода дубильных экстрактов.  В 1948 году завод "Коммунар" был переименован в Наруксовский завод дубильных экстрактов (в 1988 был ликвидирован). До 2020 года поселок находился в составе Наруксовского сельсовета.

## Население
Постоянное население составляло 369 человека (русские 99%) в 2002 году, 269 в 2010.